# Esplanada
Esplanada is een gemeente in de Braziliaanse deelstaat Bahia. De gemeente telt 32.556 inwoners (schatting 2022).

## Aangrenzende gemeenten
De gemeente grenst aan Acajutiba, Aporá, Cardeal da Silva, Conde, Entre Rios en Rio Real.

## Verkeer en vervoer
De plaats ligt aan de noord-zuidlopende weg BR-101 tussen Touros en São José do Norte. Daarnaast ligt ze aan de wegen BA-233 en BA-781.
De plaats ligt ook aan een spoorlijn.

## Geboren
- Maria Creuza (1944), zangeres